# 이봉우 (영화인)
이봉우(李鳳宇, 1960년 ~ )는 일본 교토시 출신의 재일한국인 2세이며 시네콰논(Cinequanon)의 대표이고 영화제작자이다. 일본 도쿄에 있는 조선대학교의 외국어 학부를 졸업했다.
부친(1987년 사망)은 조선로동당에 몸담았으며 교토에서 재일본조선인총련합회 교토 미나미지부 부위원장을 맡고 74년에 탈퇴한 것으로 되어 있다. 영화「박치기! LOVE＆PEACE」에 나오는 에피소드는 자신의 부친이 실제 체험한 내용을 바탕으로 하고 있다고 한다. 모친 또한 조선총련 스파이 양성소로 지적받고 있는 간부학교인 (조선총련)중앙학원에서 집체교육을 받은 간부이다. 조선대학교 졸업후, 1983년 조선신보사에 입사, 조선로동당원과 동일한 자격을 취득했다. 1984년 프랑스 소르본 대학교에 2년간 유학하였다. 귀국후 도쿠마재팬에서 영화프로듀서의 길을 걷기 시작하였으며, 89년 배급회사 시네콰논(Cinequanon)을 설립했다.
1992년 조선민주주의인민공화국 당국 감독하에 「조일영화수출입사(朝日映画輸出入社)」와 일본-북한 합작영화「버드」(림창본 감독)를 제작하여 같은 해 9월 평양에서 개최된「제3회 평양영화제」에서「日北합작 화제작」으로 상영되었으며, 당시 이봉우는 요모타 이누히코를 비롯한 영화평론가들과 동행 방북하였다.
1992년 첫 프로듀서 작품인「달은 어디에 떠 있는가?」로 50개 이상의 영화상을 수상하였으며, 그 밖에도「노래자랑」「박치기!」등을 제작하였다.
배급작품은 북한영화「우리집 문제」시리즈 3부작과 한국영화 서편제, 쉬리, 스캔들: 조선남녀상열지사, 송환 등이 있으며 그 밖에 구미지역 작품을 포함하여 총 130개의 작품이 있다.

## 일본 내 우익잡지에 의한 「친북파•대일문화공작」이라는 식의 비판에 대해
일본의 반북 우익 잡지인 ‘신조(新潮)45’ 2010년 3월호는 「탈북영화 “크로싱”은 왜 개봉이 안되었는가」라는 기사를 실었다.
이봉우는 조선총련 간부로부터 ‘한류(韓流)’에 대항하여 일본 사회내 북한류(朝流)를 일으킬 수는 없는가? 라는 상담을 받고 “일본 사회를 정확하게 분석하여 단계를 밟으면 할 수 있다”라고 답하였다.
 그러나, 그것은 재일동포 화해운동을 하고 있는 코리아NGO센터에 실린 글을 의도적으로 왜곡한 것이다. 즉, 북한 뿐만아니라, 한반도의 역사와 재일동포들의 역사를 제대로 알리고 이해시키기 위해 무엇을 할 수 있을 것인가라는 취지였다.
그럼에도 불구하고 '신조'는 다음과같이 주장했다.
이렇게 하여 제작된 것이 「박치기!」(2004년), 「박치기! LOVE＆PEACE」(2007년, 모두 이즈츠 카즈유키 감독)라는 두 개의 작품이라고 강변했다. 이 두 작품에서 주제가로 등장한 곡이 《임진하(河)》(원제《임진강》)이다.《임진하》는 「조선민요」가 아니다. 원래 북한 국가(國歌)를 만든 박세영 작사•고종한 작곡으로 1957년에 북한에서 발표한 북한 체제 선전노래였다.「박치기」에서의 「임진하」의 가사는 북한이 한국을 침략한 사실을 은폐하여 사실을 모르는 관객을 현혹시켰다.
그러나, 임진강이 북한에서 발표된 노래이고, 재일동포 중 이른 '총련계'의 애환을 담은 노래라는 것은 한국에도 잘 알려져 있는 바이다. 그리 새로운 것이 아니라는 점이다.
이봉우 감독이 2006년 한국의 다큐멘터리 영화 「송환 일기」(2003년, 김동원 감독/원제 「송환」)를 배급 공개한 점에 대해 꼬투리를 잡았다. '신조'는 인권영화제 등에서도 이미 상영된 바 있고 한반도 분단의 역사와 그 속에서 아픔을 겪어야 했던 인간들, 혹은 양대진영의 이데올로기에 의해 둘 중 하나를 선택할 수밖에 없었던 사람들의 인생과 그들의 과거, 현재를 가감없이 보여준 명품다큐로 인정받고 있음에도 불구하고, '송환'을 ‘친북’ 영화로 단정하면서 이것을 배급한 이봉우를 친북인사로 몰아붙이는 근거로 삼고 있다. 이는 그들의 논리가 얼마나 조잡하며, 한국과 한반도 역사, 그리고 한반도 분단의 아픔을 만드는데 일본이 어떤 역할을 해왔는지에 대해서도 일말의 죄의식도 없는 무지의 비판임을 확인할 수 있다.
덧붙여 이봉우가 2008년 북한 주민의 비극을 그려 할리우드 영화제 그랑프리 수상, 2009년 미국 아카데미상 외국 영화 부문 한국 대표작품인 탈북영화의 걸작 「크로싱」의 일본 내 공개를 적극 막았다고 해서 비판하고 있다. 그러나, 이 문제는 소송 중이며 사실관계를 다투고 있는 중이다. 이봉우가 대표로 있는 시네콰논은 수많은 금전 문제와 영화「크로싱」개봉방해 등의 이유로 2010년 1월 도쿄 지방재판소에 민사 재생 수속을 신청하였는데, 이는 한국으로 따지면 사실상 도산한 상태에 해당한다.

## 같이 보기
- 이상일
- 최양일
- 박치기(영화)